# Paramount Plaza
Paramount Plaza (fostă Uris Building, de asemenea 1633 Broadway) este o clădire de 48 de etaje ce se află în New York City.